# Steven Thicot
Steven Thicot (Montreuil, 14 februari 1987) is een Franse voetballer (verdediger) die sinds 2008 voor de Schotse eersteklasser Hibernian FC uitkomt. Eerder speelde hij onder meer voor FC Nantes.
1 Costil ·
2 Josse ·
3 Mangani ·
4 El Mourabet ·
5 Thicot ·
6 Ducasse ·
7 Songo'o ·
8 Yahiaoui ·
9 Ménez ·
10 Nasri ·
11 Ben Arfa ·
12 Akakpo ·
13 Apo ·
14 Constant ·
15 Marseille ·
16 Riou ·
17 Cesto ·
18 Benzema ·
Coach: Bergeroo